# 斯里兰卡人民自由联盟
斯里兰卡人民自由联盟（羅馬化：Śrī Laṃkā Nidahas Podujana Sandhānaya，羅馬化：Śrī laṅkā Potujaṉa Cutantira Kūṭṭamaippu，缩写为SLPFA）是斯里兰卡的一个已不存在的政党联盟。该联盟成立于2019年10月31日，前身是统一人民自由联盟。该联盟的领袖是马欣达·拉贾帕克萨，主席是迈特里帕拉·西里塞纳，总书记是巴希尔·拉贾帕克萨。该联盟由17个政党组成，其中最重要的是斯里兰卡人民阵线和斯里兰卡自由党。2022年4月5日，该联盟解散。

## 成员党
1. 锡兰工人大会（英语：Ceylon Workers' Congress）
2. 斯里兰卡共产党
3. 民主左翼阵线（英语：Democratic Left Front (Sri Lanka)）
4. 民族解放人民党（英语：Desha Vimukthi Janatha Pakshaya）
5. 伊拉姆人民民主党（英语：Eelam People's Democratic Party）
6. 兰卡平等社会党
7. 人民联合阵线
8. 进步泰米尔党
9. 民族大会（英语：National Congress (Sri Lanka)）
10. 民族自由阵线（英语：Jathika Nidahas Peramuna）
11. 纯洁斯里兰卡遗产
12. 斯里兰卡自由党
13. 斯里兰卡人民党（英语：Sri Lanka Mahajana Pakshaya）
14. 斯里兰卡人民阵线
15. 泰米尔人民解放猛虎（英语：Tamil Makkal Viduthalai Pulikal）
16. 联合人民党
17. 维杰亚大地民族委员会